# Marinobacter nauticus
Espèce
Marinobacter nauticus est une espèce de bactérie marine à Gram négatif de la famille des Alteromonadaceae.

## Historique
En 1992, Gauthier et al. décrivent le nouveau genre bactérien Marinobacter et son espèce-type Marinobacter hydrocarbonoclasticus sur la base de caractéristiques biochimiques et d'analyses ADN. Parmi ces dernières, l'analyse du gène 16S rRNA permet de démontrer que M. hydrocarbonoclasticus appartient aux Proteobacteria et au groupe des Gammaproteobacteria. La distance phylogénique est suffisante pour distinguer cette espèce des autres genres de ce groupe dont Pseudomonas et permettre de créer un nouveau genre et une nouvelle espèce.

## Taxonomie
Le nom correct complet (avec auteur) de ce taxon est Marinobacter nauticus (Baumann et al., 1972) Tindall, 2020.

### Étymologie
L'étymologie de cette espèce M. nauticus est la suivante : nau’ti.cus. L. masc. adj. nauticus, nautique, appartenant à la mer. Le nouveau nom a été validé également en 2020 par l'ICSP.

### Synonymes
Marinobacter nauticus a pour synonymes :
- Marinobacter aquaeolei Nguyen et al., 1999
- Marinobacter hydrocarbonoclasticus Gauthier et al., 1992
- Pseudomonas nautica Baumann et al., 1972[5]

## Phylogénie
L'analyse phylogénique des séquences du 16S rRNA de 500 espèces bactériennes a permis de montrer que l'espèce M. hydrocarbonoclasticus est distincte des espèces Pseudomonas aeruginosa, Marinomonas vaga, Oceanospirillum linum et Halomonas elongata.

### Publications originales
- (en) Linda Baumann, Paul Baumann, M. Mandel et Richard D. Allen, « Taxonomy of Aerobic Marine Eubacteria », Journal of Bacteriology, Baltimore, vol. 110, no 1,‎ avril 1972, p. 402-429 (ISSN 0021-9193, lire en ligne, consulté le 5 avril 2023).
- (en) B.J. Tindall, « Marinobacter nauticus (Baumann et al. 1972) comb. nov. arising from instances of synonymy and the incorrect interpretation of the International Code of Nomenclature of Prokaryotes », Archives of Microbiology, vol. 202,‎ 2020, p. 657-663 (ISSN 0302-8933, DOI 10.1007/s00203-019-01761-6)

### Autres
- (en) M. J. Gauthier, B. Lafay, R. Christen, L. Fernandez, M. Acquaviva, P. Bonin et J.-C. Bertrand, « Marinobacter hydrocarbonoclasticus gen. nov., sp. nov., a New, Extremely Halotolerant, Hydrocarbon-Degrading Marine Bacterium », Int J Syst Bacteriol, vol. 42, no 4,‎ 1er octobre 1992, p. 568-576 (DOI 10.1099/00207713-42-4-568)